# Casa de Serralves
La Casa de Serralves (traduction du portugais : maison de Serralves) est une maison située dans le parc de Serralves à Porto. La maison contient en particulier le musée d'art contemporain de Serralves.

## Historique
La construction de la maison a été commanditée par le deuxième Conde de Vizela, Carlos Alberto Cabral (en) et réalisée par l'architecte José Marques da Silva (en) dans le style « paquebot ».
Jacques-Émile Ruhlmann, ami de Cabral, aurait joué un rôle dans le dessin du bâtiment.
La maison est la propriété de la Fundação de Serralves.
Finie en 1940, la Casa de Serralves est classée bâtiment d'intérêt public en 1996 en raison de son architecture originale.
En 2009, de nombreuses pièces de collection décorant la maison sont mises en vente par les descendants de Carlos Alberto Cabral.